# Giải bóng đá Ngoại hạng Anh 2019–20
Giải bóng đá Ngoại hạng Anh 2019–20 (hay còn gọi là Premier League 2019-20) là mùa giải thứ 28 của Giải bóng đá Ngoại hạng Anh, giải đấu chuyên nghiệp hàng đầu nước Anh dành cho các câu lạc bộ bóng đá kể từ khi giải được thành lập vào năm 1992. Manchester City là đương kim vô địch năm thứ hai liên tiếp, sau khi giành được cú ăn ba quốc nội mùa giải trước. Liverpool giành chức vô địch quốc gia đầu tiên kể từ năm 1990, lần đầu tiên ở kỷ nguyên Premier League, và là lần thứ 19 của họ trong lịch sử.
Mùa giải bị tạm dừng hơn 3 tháng sau quyết định vào ngày 13 tháng 3 năm 2020 bởi Giải bóng đá Ngoại hạng Anh là hoãn giải đấu sau khi một số cầu thủ và nhân viên bị ốm do đại dịch COVID-19. Lịch hoãn ban đầu là đến ngày 4 tháng 4, nhưng sau đó được kéo dài đến giữa tháng 6. Mùa giải trở lại với hai trận đấu vào ngày 17 tháng 6 và vòng đấu đầy đủ các trận đấu được diễn ra vào cuối tuần từ ngày 19 đến ngày 21 tháng 6.
Ở mùa giải 2019-20, công nghệ xem lại video hỗ trợ trọng tài (VAR) được ra mắt. Những sự thay đổi về luật lệ ảnh hưởng đến đường chuyền về, phạt đền, để bóng chạm tay và thay người được giới thiệu ở mùa giải 2019-20.

## Tóm tắt
Với việc Manchester City và Liverpool giành được lần lượt 98 và 97 điểm ở mùa giải 2018-19, nhiều người mong đợi một cuộc đua kịch tính đến ngôi vô địch khác. Liverpool khởi đầu mùa giải mạnh mẽ với 8 chiến thắng liên tiếp, trong khi City hứng chịu trận thua sốc 3–2 trước đội bóng mới lên hạng Norwich City vào ngày 14 tháng 9. Chiến thắng 3–1 của Liverpool trước City tại Anfield vào tháng 11 mở ra khoảng cách dẫn trước 8 điểm tại đỉnh bảng xếp hạng và họ giữ vững vị trí dẫn đầu cho đến hết mùa giải.
Vào ngày 25 tháng 10 năm 2019, Leicester City đã phá vỡ kỷ lục của Giải bóng đá Ngoại hạng Anh – cũng như là kỷ lục mọi thời đại của hạng đấu cao nhất nước Anh – với trận thắng sân khách đậm nhất của giải và cũng như ngang bằng trận thắng lớn nhất từ trước đến nay của Giải bóng đá Ngoại hạng Anh khi họ đánh bại Southampton 9–0 tại Sân vận động St Mary's.
Vào ngày 12 tháng 1 năm 2020, trong trận thắng 6–1 trước Aston Villa, Sergio Agüero của Manchester City phá vỡ kỷ lục Giải bóng đá Ngoại hạng Anh của Thierry Henry cho cầu thủ nước ngoài ghi nhiều bàn thắng nhất. Trong cùng trận đấu đó, anh còn phá vỡ kỷ lục cho cầu thủ ghi nhiều hat-trick nhất (12), trước đó được nắm giữ bởi Alan Shearer.
Đây là mùa giải đầu tiên áp dụng quãng nghỉ giữa mùa vào tháng 2, nơi mà 3 trong số 10 trận đấu của một vòng đấu diễn ra vào cuối tuần vào các ngày 8–9 tháng 2 năm 2020, 6 trận đấu còn lại diễn ra vào cuối tuần của tuần tiếp theo vào các ngày 14–17 tháng 2 năm 2020. Riêng với trận đấu thứ 10, Manchester City đối đầu với West Ham United, được dời lịch từ ngày 9 tháng 2 năm 2020 sang ngày 19 tháng 2 năm 2020 do bão Ciara. Các trận đấu được diễn ra cùng ngày có những khung giờ khác nhau để các trận đấu không được diễn ra cùng giờ.
Như một cử chỉ đoàn kết sau cái chết của George Floyd, tên của cầu thủ ở sau lưng áo của họ đã được thay thế bằng dòng chữ 'Black Lives Matter' cho 12 trận đấu đầu tiên sau khi mùa giải khởi động lại. Giải bóng đá Ngoại hạng Anh cũng ủng hộ cho bất kỳ cầu thủ nào chọn cách 'quỳ gối' trước hoặc trong các trận đấu.
Vào ngày 25 tháng 6 năm 2020, Manchester City thua 2–1 trước Chelsea tại sân vận động Stamford Bridge, do đó Liverpool trở thành nhà vô địch và đánh dấu chức vô địch quốc gia đầu tiên của họ trong 30 năm, và là chức vô địch đầu tiên ở kỷ nguyên Premier League. Sau khi vô địch giải đấu, Liverpool giành được thành tích chưa từng có là vô địch Premier League sớm hơn bất kỳ đội bóng khác về số trận đã đấu (với 7 trận đấu còn lại) và muộn hơn bất kỳ đội bóng khác về thời gian (đội duy nhất giành được danh hiệu trong tháng 6).

## Tác động của đại dịch COVID-19
Kể từ tháng 3, mùa giải bị ảnh hưởng bởi đại dịch COVID-19.
Vào ngày 10 tháng 3, trận đấu giữa Manchester City và Arsenal, dự kiến được diễn ra vào ngày hôm sau, bị hoãn sau khi một số cầu thủ Arsenal có tiếp xúc gần với chủ sở hữu của Olympiacos Evangelos Marinakis, người đã được xét nghiệm dương tính với virus corona, khi hai đội gặp nhau ở Europa League 13 ngày trước.
Vào ngày 12 tháng 3, ba cầu thủ Leicester City được tiết lộ đã tự cách ly. Manchester City cũng thông báo rằng hậu vệ Benjamin Mendy của họ cũng đã tự cách ly, sau khi một người thân trong gia đình có biểu hiện triệu chứng của virus. Sau đó vào buổi tối, huấn luyện viên trưởng Arsenal Mikel Arteta được xác nhận là đã xét nghiệm dương tính với virus corona. Vì vậy, trận đấu giữa Brighton & Hove Albion và Arsenal, dự kiến vào ngày 14 tháng 3 tại sân vận động Amex, bị hoãn. Vào ngày 13 tháng 3, Chelsea thông báo rằng cầu thủ chạy cánh của họ Callum Hudson-Odoi đã xét nghiệm dương tính với virus corona.
Vào ngày 13 tháng 3, theo sau cuộc họp khẩn giữa Giải bóng đá Ngoại hạng Anh, FA, EFL và WSL, quyết định đã được nhất trí thông qua là hoãn các giải bóng đá chuyên nghiệp ở Anh cho đến ít nhất ngày 4 tháng 4 năm 2020. Vào ngày 19 tháng 3, lịch hoãn được kéo dài cho đến ít nhất ngày 30 tháng 4 năm 2020. Cùng lúc đó FA đồng ý kéo dài mùa giải vô thời hạn, vượt quá ngày kết thúc dự kiến là ngày 1 tháng 6.

## Các đội bóng
20 đội cạnh tranh tại giải đấu – gồm 17 đội đứng đầu bảng xếp hạng của mùa giải trước và 3 đội thăng hạng từ Championship. Các đội thăng hạng là Norwich City, Sheffield United và Aston Villa. Norwich City và Aston Villa trở lại hạng đấu cao nhất sau 3 năm vắng mặt, trong khi Sheffield United trở lại sau 12 năm. Họ thay thế Cardiff City, Fulham (cả hai đội đều phải xuống hạng sau 1 mùa giải trở lại hạng đấu cao nhất) và Huddersfield Town (xuống hạng sau 2 mùa giải ở hạng đấu cao nhất). Cardiff City xuống hạng đồng nghĩa với việc đây là mùa giải đầu tiên không có một đội bóng nào từ Wales có mặt kể từ mùa giải 2010-11.

### Sân vận động và địa điểm
Ghi chú: Bảng danh sách liệt kê theo thứ tự bảng chữ cái.
| Đội                     | Địa điểm            | Sân vận động                      | Sức chứa |
| ----------------------- | ------------------- | --------------------------------- | -------- |
| Arsenal                 | London (Holloway)   | Sân vận động Emirates             | 60,260   |
| Aston Villa             | Birmingham          | Sân vận động Villa Park           | 42,785   |
| Bournemouth             | Bournemouth         | Sân vận động Dean Court           | 11,329   |
| Brighton & Hove Albion  | Brighton            | Sân vận động Falmer               | 30,666   |
| Burnley                 | Burnley             | Sân vận động Turf Moor            | 21,944   |
| Chelsea                 | London (Fulham)     | Sân vận động Stamford Bridge      | 41,631   |
| Crystal Palace          | London (Selhurst)   | Sân vận động Selhurst Park        | 26,047   |
| Everton                 | Liverpool (Walton)  | Sân vận động Goodison Park        | 39,221   |
| Leicester City          | Leicester           | Sân vận động King Power           | 32,312   |
| Liverpool               | Liverpool (Anfield) | Sân vận động Anfield              | 54,074   |
| Manchester City         | Manchester          | Sân vận động Thành phố Manchester | 55,017   |
| Manchester United       | Old Trafford        | Sân vận động Old Trafford         | 74,879   |
| Newcastle United        | Newcastle upon Tyne | Sân vận động St James' Park       | 52,354   |
| Norwich City            | Norwich             | Sân vận động Carrow Road          | 27,244   |
| Sheffield United        | Sheffield           | Sân vận động Bramall Lane         | 32,702   |
| Southampton             | Southampton         | Sân vận động St Mary's            | 32,384   |
| Tottenham Hotspur       | London (Tottenham)  | Sân vận động Tottenham Hotspur    | 62,214   |
| Watford                 | Watford             | Sân vận động Vicarage Road        | 20,400   |
| West Ham United         | London (Stratford)  | Sân vận động London               | 60,000   |
| Wolverhampton Wanderers | Wolverhampton       | Sân vận động Molineux             | 32,050   |

### Nhân sự và trang phục
| Đội                     | Huấn luyện viên          | Đội trưởng                | Nhà sản xuất trang phục | Nhà tài trợ áo đấu (ngực áo) | Nhà tài trợ áo đấu (tay áo) |
| ----------------------- | ------------------------ | ------------------------- | ----------------------- | ---------------------------- | --------------------------- |
| Arsenal                 | Mikel Arteta             | Pierre-Emerick Aubameyang | Adidas                  | Emirates                     | Visit Rwanda                |
| Aston Villa             | Dean Smith               | Jack Grealish             | Kappa                   | W88                          | BR88                        |
| Bournemouth             | Eddie Howe               | Simon Francis             | Umbro                   | M88 / Vitality               | Mansion Group               |
| Brighton & Hove Albion  | Graham Potter            | Lewis Dunk                | Nike                    | American Express             | JD                          |
| Burnley                 | Sean Dyche               | Ben Mee                   | Umbro                   | LoveBet                      | LoveBet                     |
| Chelsea                 | Frank Lampard            | César Azpilicueta         | Nike                    | Yokohama Tyres / Three       | Hyundai                     |
| Crystal Palace          | Roy Hodgson              | Luka Milivojević          | Puma                    | ManBetX                      | Dongqiudi                   |
| Everton                 | Carlo Ancelotti          | Séamus Coleman            | Umbro                   | SportPesa                    | Angry Birds                 |
| Leicester City          | Brendan Rodgers          | Wes Morgan                | Adidas                  | King Power                   | Bia Saigon                  |
| Liverpool               | Jürgen Klopp             | Jordan Henderson          | New Balance             | Standard Chartered           | Western Union               |
| Manchester City         | Pep Guardiola            | David Silva               | Puma                    | Etihad Airways               | Nexen Tire                  |
| Manchester United       | Ole Gunnar Solskjær      | Harry Maguire             | Adidas                  | Chevrolet                    | Kohler                      |
| Newcastle United        | Steve Bruce              | Jamaal Lascelles          | Puma                    | Fun88                        | StormGain                   |
| Norwich City            | Daniel Farke             | Grant Hanley              | Erreà                   | Dafabet                      | Best Fiends                 |
| Sheffield United        | Chris Wilder             | Billy Sharp               | Adidas                  | Union Standard Group         | Union Standard Group        |
| Southampton             | Ralph Hasenhüttl         | James Ward-Prowse         | Under Armour            | LD Sports                    | Virgin Media                |
| Tottenham Hotspur       | José Mourinho            | Hugo Lloris               | Nike                    | AIA                          | Không có                    |
| Watford                 | Hayden Mullins (interim) | Troy Deeney               | Adidas                  | Sportsbet.io                 | Bitcoin                     |
| West Ham United         | David Moyes              | Mark Noble                | Umbro                   | Betway                       | Scope Markets               |
| Wolverhampton Wanderers | Nuno Espírito Santo      | Conor Coady               | Adidas                  | ManBetX                      | CoinDeal                    |

1. ↑  Nhà tài trợ áo đấu chính của Bournemouth là M88 cho đến ngày 13 tháng 6 năm 2020, khi Vitality trở thành nhà tài trợ chính cho đến hết mùa giải.
2. ↑  Nhà tài trợ áo đấu chính của Chelsea là Yokohama Tyres cho đến ngày 1 tháng 7 năm 2020, khi Three trở thành nhà tài trợ chính hướng đến mùa giải 2020–21.

### Sự thay đổi huấn luyện viên
| Đội                    | Huấn luyện viên đi    | Lý do rời đi             | Ngày rời đi          | Vị trí trên bảng xếp hạng | Huấn luyện viên đến        | Ngày bổ nhiệm        |
| ---------------------- | --------------------- | ------------------------ | -------------------- | ------------------------- | -------------------------- | -------------------- |
| Brighton & Hove Albion | Chris Hughton         | Bị sa thải               | 13 tháng 5 năm 2019  | Trước mùa giải            | Graham Potter              | 20 tháng 5 năm 2019  |
| Chelsea                | Maurizio Sarri        | Ký hợp đồng với Juventus | 16 tháng 6 năm 2019  | Trước mùa giải            | Frank Lampard              | 4 tháng 7 năm 2019   |
| Newcastle United       | Rafael Benítez        | Hết hạn hợp đồng         | 30 tháng 6 năm 2019  | Trước mùa giải            | Steve Bruce                | 17 tháng 7 năm 2019  |
| Watford                | Javi Gracia           | Bị sa thải               | 7 tháng 9 năm 2019   | Thứ 20                    | Quique Sánchez Flores      | 7 tháng 9 năm 2019   |
| Tottenham Hotspur      | Mauricio Pochettino   | Bị sa thải               | 19 tháng 11 năm 2019 | Thứ 14                    | José Mourinho              | 20 tháng 11 năm 2019 |
| Arsenal                | Unai Emery            | Bị sa thải               | 29 tháng 11 năm 2019 | Thứ 8                     | Mikel Arteta               | 20 tháng 12 năm 2019 |
| Watford                | Quique Sánchez Flores | Bị sa thải               | 1 tháng 12 năm 2019  | Thứ 20                    | Nigel Pearson              | 6 tháng 12 năm 2019  |
| Everton                | Marco Silva           | Bị sa thải               | 5 tháng 12 năm 2019  | Thứ 18                    | Carlo Ancelotti            | 21 tháng 12 năm 2019 |
| West Ham United        | Manuel Pellegrini     | Bị sa thải               | 28 tháng 12 năm 2019 | Thứ 17                    | David Moyes                | 29 tháng 12 năm 2019 |
| Watford                | Nigel Pearson         | Bị sa thải               | 19 tháng 7 năm 2020  | Thứ 17                    | Hayden Mullins (tạm quyền) | 19 tháng 7 năm 2020  |

## Bảng xếp hạng
| VT | Đội                     | ST | T  | H  | B  | BT  | BB | HS  | Đ  | Giành quyền tham dự hoặc xuống hạng     |
| -- | ----------------------- | -- | -- | -- | -- | --- | -- | --- | -- | --------------------------------------- |
| 1  | Liverpool (C)           | 38 | 32 | 3  | 3  | 85  | 33 | +52 | 99 | Lọt vào vòng bảng Champions League      |
| 2  | Manchester City         | 38 | 26 | 3  | 9  | 102 | 35 | +67 | 81 | Lọt vào vòng bảng Champions League      |
| 3  | Manchester United       | 38 | 18 | 12 | 8  | 66  | 36 | +30 | 66 | Lọt vào vòng bảng Champions League      |
| 4  | Chelsea                 | 38 | 20 | 6  | 12 | 69  | 54 | +15 | 66 | Lọt vào vòng bảng Champions League      |
| 5  | Leicester City          | 38 | 18 | 8  | 12 | 67  | 41 | +26 | 62 | Lọt vào vòng bảng Europa League         |
| 6  | Tottenham Hotspur       | 38 | 16 | 11 | 11 | 61  | 47 | +14 | 59 | Lọt vào vòng loại thứ hai Europa League |
| 7  | Wolverhampton Wanderers | 38 | 15 | 14 | 9  | 51  | 40 | +11 | 59 |                                         |
| 8  | Arsenal                 | 38 | 14 | 14 | 10 | 56  | 48 | +8  | 56 | Lọt vào vòng bảng Europa League         |
| 9  | Sheffield United        | 38 | 14 | 12 | 12 | 39  | 39 | 0   | 54 |                                         |
| 10 | Burnley                 | 38 | 15 | 9  | 14 | 43  | 50 | −7  | 54 |                                         |
| 11 | Southampton             | 38 | 15 | 7  | 16 | 51  | 60 | −9  | 52 |                                         |
| 12 | Everton                 | 38 | 13 | 10 | 15 | 44  | 56 | −12 | 49 |                                         |
| 13 | Newcastle United        | 38 | 11 | 11 | 16 | 38  | 58 | −20 | 44 |                                         |
| 14 | Crystal Palace          | 38 | 11 | 10 | 17 | 31  | 50 | −19 | 43 |                                         |
| 15 | Brighton & Hove Albion  | 38 | 9  | 14 | 15 | 39  | 54 | −15 | 41 |                                         |
| 16 | West Ham United         | 38 | 10 | 9  | 19 | 49  | 62 | −13 | 39 |                                         |
| 17 | Aston Villa             | 38 | 9  | 8  | 21 | 41  | 67 | −26 | 35 |                                         |
| 18 | Bournemouth (R)         | 38 | 9  | 7  | 22 | 40  | 65 | −25 | 34 | Xuống hạng đến EFL Championship         |
| 19 | Watford (R)             | 38 | 8  | 10 | 20 | 36  | 64 | −28 | 34 | Xuống hạng đến EFL Championship         |
| 20 | Norwich City (R)        | 38 | 5  | 6  | 27 | 26  | 75 | −49 | 21 | Xuống hạng đến EFL Championship         |

1. ↑  Manchester City ban đầu bị cấm khỏi tất cả các giải đấu câu lạc bộ châu Âu cho mùa giải 2020–21 và 2021–22 bởi Cơ quan kiểm soát tài chính câu lạc bộ UEFA vào ngày 14 tháng 2 năm 2020 do đã vi phạm Luật công bằng tài chính UEFA.[97] Quyết định đã được kháng cáo lên Tòa án Trọng tài Thể thao (CAS) vào ngày 26 tháng 2 năm 2020.[98] Đơn kháng cáo đó đã được nhận vào ngày 8 tháng 6 năm 2020.[99] Kháng cáo được chấp nhận vào ngày 13 tháng 7 năm 2020 và lệnh cấm được gỡ bỏ.[100]
2. ↑  Vì đội vô địch của Cúp EFL, Manchester City, lọt vào vòng bảng Champions League thông qua vị trí bảng xếp hạng, suất dự dành cho đội vô địch Cúp EFL (vòng loại thứ hai Europa League) được chuyển sang cho đội đứng thứ sáu.
3. ↑  Arsenal lọt vào vòng bảng Europa League với tư cách đội vô địch Cúp FA 2019-20.

## Kết quả
| Nhà \ Khách             | ARS | AVL | BOU | BHA | BUR | CHE | CRY | EVE | LEI | LIV | MCI | MUN | NEW | NOR | SHU | SOU | TOT | WAT | WHU | WOL |
| ----------------------- | --- | --- | --- | --- | --- | --- | --- | --- | --- | --- | --- | --- | --- | --- | --- | --- | --- | --- | --- | --- |
| Arsenal                 | —   | 3–2 | 1–0 | 1–2 | 2–1 | 1–2 | 2–2 | 3–2 | 1–1 | 2–1 | 0–3 | 2–0 | 4–0 | 4–0 | 1–1 | 2–2 | 2–2 | 3–2 | 1–0 | 1–1 |
| Aston Villa             | 1–0 | —   | 1–2 | 2–1 | 2–2 | 1–2 | 2–0 | 2–0 | 1–4 | 1–2 | 1–6 | 0–3 | 2–0 | 1–0 | 0–0 | 1–3 | 2–3 | 2–1 | 0–0 | 0–1 |
| Bournemouth             | 1–1 | 2–1 | —   | 3–1 | 0–1 | 2–2 | 0–2 | 3–1 | 4–1 | 0–3 | 1–3 | 1–0 | 1–4 | 0–0 | 1–1 | 0–2 | 0–0 | 0–3 | 2–2 | 1–2 |
| Brighton & Hove Albion  | 2–1 | 1–1 | 2–0 | —   | 1–1 | 1–1 | 0–1 | 3–2 | 0–2 | 1–3 | 0–5 | 0–3 | 0–0 | 2–0 | 0–1 | 0–2 | 3–0 | 1–1 | 1–1 | 2–2 |
| Burnley                 | 0–0 | 1–2 | 3–0 | 1–2 | —   | 2–4 | 0–2 | 1–0 | 2–1 | 0–3 | 1–4 | 0–2 | 1–0 | 2–0 | 1–1 | 3–0 | 1–1 | 1–0 | 3–0 | 1–1 |
| Chelsea                 | 2–2 | 2–1 | 0–1 | 2–0 | 3–0 | —   | 2–0 | 4–0 | 1–1 | 1–2 | 2–1 | 0–2 | 1–0 | 1–0 | 2–2 | 0–2 | 2–1 | 3–0 | 0–1 | 2–0 |
| Crystal Palace          | 1–1 | 1–0 | 1–0 | 1–1 | 0–1 | 2–3 | —   | 0–0 | 0–2 | 1–2 | 0–2 | 0–2 | 1–0 | 2–0 | 0–1 | 0–2 | 1–1 | 1–0 | 2–1 | 1–1 |
| Everton                 | 0–0 | 1–1 | 1–3 | 1–0 | 1–0 | 3–1 | 3–1 | —   | 2–1 | 0–0 | 1–3 | 1–1 | 2–2 | 0–2 | 0–2 | 1–1 | 1–1 | 1–0 | 2–0 | 3–2 |
| Leicester City          | 2–0 | 4–0 | 3–1 | 0–0 | 2–1 | 2–2 | 3–0 | 2–1 | —   | 0–4 | 0–1 | 0–2 | 5–0 | 1–1 | 2–0 | 1–2 | 2–1 | 2–0 | 4–1 | 0–0 |
| Liverpool               | 3–1 | 2–0 | 2–1 | 2–1 | 1–1 | 5–3 | 4–0 | 5–2 | 2–1 | —   | 3–1 | 2–0 | 3–1 | 4–1 | 2–0 | 4–0 | 2–1 | 2–0 | 3–2 | 1–0 |
| Manchester City         | 3–0 | 3–0 | 2–1 | 4–0 | 5–0 | 2–1 | 2–2 | 2–1 | 3–1 | 4–0 | —   | 1–2 | 5–0 | 5–0 | 2–0 | 2–1 | 2–2 | 8–0 | 2–0 | 0–2 |
| Manchester United       | 1–1 | 2–2 | 5–2 | 3–1 | 0–2 | 4–0 | 1–2 | 1–1 | 1–0 | 1–1 | 2–0 | —   | 4–1 | 4–0 | 3–0 | 2–2 | 2–1 | 3–0 | 1–1 | 0–0 |
| Newcastle United        | 0–1 | 1–1 | 2–1 | 0–0 | 0–0 | 1–0 | 1–0 | 1–2 | 0–3 | 1–3 | 2–2 | 1–0 | —   | 0–0 | 3–0 | 2–1 | 1–3 | 1–1 | 2–2 | 1–1 |
| Norwich City            | 2–2 | 1–5 | 1–0 | 0–1 | 0–2 | 2–3 | 1–1 | 0–1 | 1–0 | 0–1 | 3–2 | 1–3 | 3–1 | —   | 1–2 | 0–3 | 2–2 | 0–2 | 0–4 | 1–2 |
| Sheffield United        | 1–0 | 2–0 | 2–1 | 1–1 | 3–0 | 3–0 | 1–0 | 0–1 | 1–2 | 0–1 | 0–1 | 3–3 | 0–2 | 1–0 | —   | 0–1 | 3–1 | 1–1 | 1–0 | 1–0 |
| Southampton             | 0–2 | 2–0 | 1–3 | 1–1 | 1–2 | 1–4 | 1–1 | 1–2 | 0–9 | 1–2 | 1–0 | 1–1 | 0–1 | 2–1 | 3–1 | —   | 1–0 | 2–1 | 0–1 | 2–3 |
| Tottenham Hotspur       | 2–1 | 3–1 | 3–2 | 2–1 | 5–0 | 0–2 | 4–0 | 1–0 | 3–0 | 0–1 | 2–0 | 1–1 | 0–1 | 2–1 | 1–1 | 2–1 | —   | 1–1 | 2–0 | 2–3 |
| Watford                 | 2–2 | 3–0 | 0–0 | 0–3 | 0–3 | 1–2 | 0–0 | 2–3 | 1–1 | 3–0 | 0–4 | 2–0 | 2–1 | 2–1 | 0–0 | 1–3 | 0–0 | —   | 1–3 | 2–1 |
| West Ham United         | 1–3 | 1–1 | 4–0 | 3–3 | 0–1 | 3–2 | 1–2 | 1–1 | 1–2 | 0–2 | 0–5 | 2–0 | 2–3 | 2–0 | 1–1 | 3–1 | 2–3 | 3–1 | —   | 0–2 |
| Wolverhampton Wanderers | 0–2 | 2–1 | 1–0 | 0–0 | 1–1 | 2–5 | 2–0 | 3–0 | 0–0 | 1–2 | 3–2 | 1–1 | 1–1 | 3–0 | 1–1 | 1–1 | 1–2 | 2–0 | 2–0 | —   |

## Thống kê mùa giải

### Ghi bàn

#### Các cầu thủ ghi bàn hàng đầu

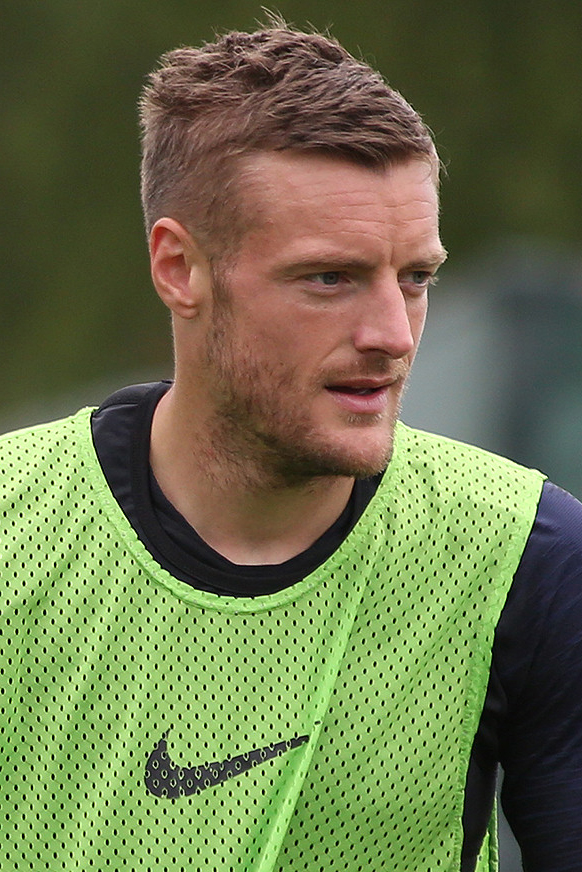
Jamie Vardy giành Chiếc giày vàng Giải bóng đá Ngoại hạng Anh sau khi ghi 23 bàn, trở thành cầu thủ lớn tuổi nhất giành được giải thưởng này.

| XH | Cầu thủ                   | Câu lạc bộ              | Số bàn thắng |
| -- | ------------------------- | ----------------------- | ------------ |
| 1  | Jamie Vardy               | Leicester City          | 23           |
| 2  | Pierre-Emerick Aubameyang | Arsenal                 | 22           |
| 2  | Danny Ings                | Southampton             | 22           |
| 4  | Raheem Sterling           | Manchester City         | 20           |
| 5  | Mohamed Salah             | Liverpool               | 19           |
| 6  | Harry Kane                | Tottenham Hotspur       | 18           |
| 6  | Sadio Mané                | Liverpool               | 18           |
| 8  | Raúl Jiménez              | Wolverhampton Wanderers | 17           |
| 8  | Anthony Martial           | Manchester United       | 17           |
| 8  | Marcus Rashford           | Manchester United       | 17           |

#### Hat-trick

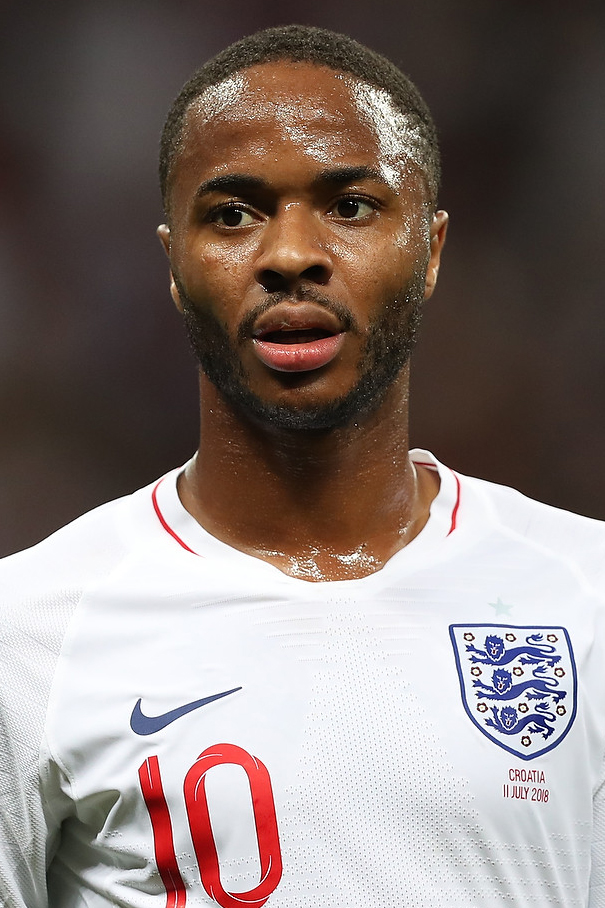
Raheem Sterling ghi 2 hat-trick mùa giải này, và là cầu thủ duy nhất ghi nhiều hat-trick.

| Cầu thủ           | Ghi bàn cho       | Đối đầu với             | Kết quả | Ngày                 |
| ----------------- | ----------------- | ----------------------- | ------- | -------------------- |
| Raheem Sterling   | Manchester City   | West Ham United         | 5–0 (K) | 10 tháng 8 năm 2019  |
| Teemu Pukki       | Norwich City      | Newcastle United        | 3–1 (N) | 17 tháng 8 năm 2019  |
| Tammy Abraham     | Chelsea           | Wolverhampton Wanderers | 5–2 (K) | 14 tháng 9 năm 2019  |
| Bernardo Silva    | Manchester City   | Watford                 | 8–0 (N) | 21 tháng 9 năm 2019  |
| Ayoze Pérez       | Leicester City    | Southampton             | 9–0 (K) | 25 tháng 10 năm 2019 |
| Jamie Vardy       | Leicester City    | Southampton             | 9–0 (K) | 25 tháng 10 năm 2019 |
| Christian Pulisic | Chelsea           | Burnley                 | 4–2 (K) | 26 tháng 10 năm 2019 |
| Sergio Agüero     | Manchester City   | Aston Villa             | 6–1 (K) | 12 tháng 1 năm 2020  |
| Anthony Martial   | Manchester United | Sheffield United        | 3–0 (N) | 24 tháng 6 năm 2020  |
| Michail Antonio4  | West Ham United   | Norwich City            | 4–0 (K) | 11 tháng 7 năm 2020  |
| Raheem Sterling   | Manchester City   | Brighton & Hove Albion  | 5–0 (K) | 11 tháng 7 năm 2020  |

Ghi chú
4 Cầu thủ ghi 4 bàn
(N) – Đội nhà
(K) – Đội khách

#### Nhiều kiến tạo nhất

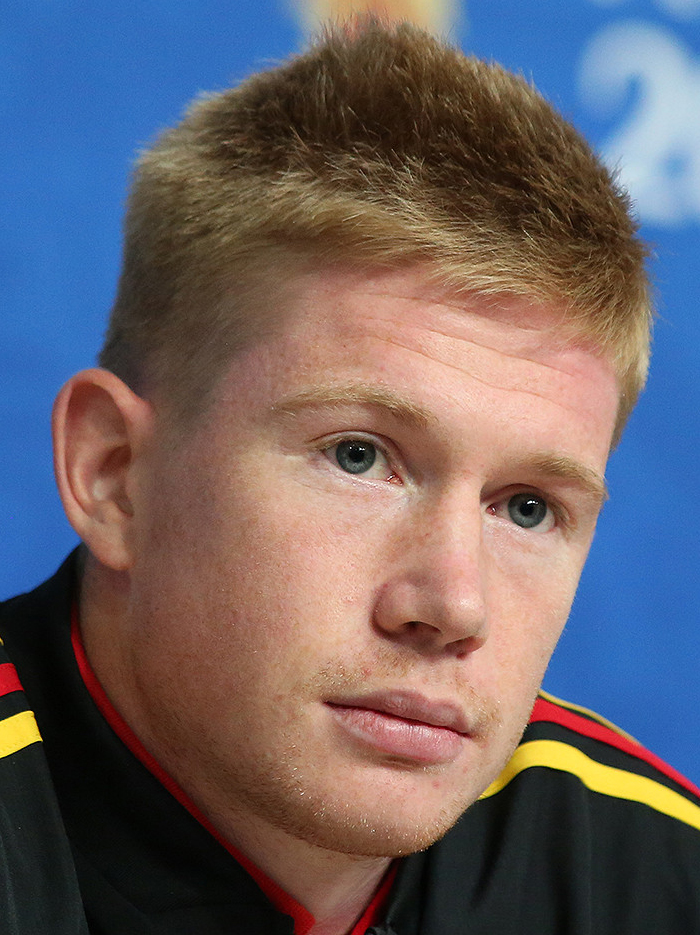
Kevin De Bruyne kiến tạo 20 bàn – kỷ lục cho một cầu thủ có nhiều kiến tạo nhất trong một mùa giải Premier League.

| XH | Cầu thủ                | Câu lạc bộ              | Số pha kiến tạo |
| -- | ---------------------- | ----------------------- | --------------- |
| 1  | Kevin De Bruyne        | Manchester City         | 20              |
| 2  | Trent Alexander-Arnold | Liverpool               | 13              |
| 3  | Andrew Robertson       | Liverpool               | 12              |
| 4  | Mohamed Salah          | Liverpool               | 10              |
| 4  | David Silva            | Manchester City         | 10              |
| 4  | Son Heung-min          | Tottenham Hotspur       | 10              |
| 7  | Riyad Mahrez           | Manchester City         | 9               |
| 7  | Adama Traoré           | Wolverhampton Wanderers | 9               |
| 9  | Harvey Barnes          | Leicester City          | 8               |
| 9  | Roberto Firmino        | Liverpool               | 8               |

### Số trận giữ sạch lưới

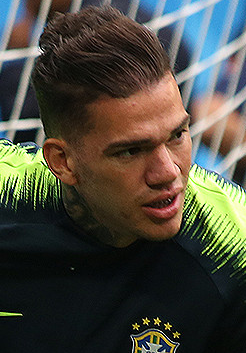
Ederson giành Găng tay vàng Giải bóng đá Ngoại hạng Anh sau khi giữ sạch lưới 16 trận cho Manchester City.

| XH | Cầu thủ           | Câu lạc bộ              | Số trận giữ sạch lưới |
| -- | ----------------- | ----------------------- | --------------------- |
| 1  | Ederson           | Manchester City         | 16                    |
| 2  | Nick Pope         | Burnley                 | 15                    |
| 3  | Alisson           | Liverpool               | 13                    |
| 3  | David de Gea      | Manchester United       | 13                    |
| 3  | Dean Henderson    | Sheffield United        | 13                    |
| 3  | Rui Patrício      | Wolverhampton Wanderers | 13                    |
| 3  | Kasper Schmeichel | Leicester City          | 13                    |
| 8  | Martin Dúbravka   | Newcastle United        | 11                    |
| 9  | Vicente Guaita    | Crystal Palace          | 10                    |
| 10 | Ben Foster        | Watford                 | 9                     |
| 10 | Jordan Pickford   | Everton                 | 9                     |
| 10 | Mathew Ryan       | Brighton & Hove Albion  | 9                     |

### Kỷ luật

#### Cầu thủ
- Bị phạt nhiều thẻ vàng nhất: 12[116]
  -  Luka Milivojević (Crystal Palace)
- Bị phạt nhiều thẻ đỏ nhất: 2[117]
  -  Fernandinho (Manchester City)
  -  Christian Kabasele (Watford)
  -  David Luiz (Arsenal)

#### Câu lạc bộ
- Bị phạt nhiều thẻ vàng nhất: 86[118]
  - Arsenal
- Bị phạt nhiều thẻ đỏ nhất: 5[119]
  - Arsenal

## Giải thưởng

### Giải thưởng hàng tháng
| Tháng    | HLV xuất sắc nhất tháng | HLV xuất sắc nhất tháng | Cầu thủ xuất sắc nhất tháng | Cầu thủ xuất sắc nhất tháng | Bàn thắng đẹp nhất tháng | Bàn thắng đẹp nhất tháng | Tham khảo               |
| Tháng    | Huấn luyện viên         | Câu lạc bộ              | Cầu thủ                     | Câu lạc bộ                  | Cầu thủ                  | Câu lạc bộ               | Tham khảo               |
| -------- | ----------------------- | ----------------------- | --------------------------- | --------------------------- | ------------------------ | ------------------------ | ----------------------- |
| Tháng 8  | Jürgen Klopp            | Liverpool               | Teemu Pukki                 | Norwich City                | Harvey Barnes            | Leicester City           | [ 120 ] [ 121 ] [ 122 ] |
| Tháng 9  | Jürgen Klopp            | Liverpool               | Pierre-Emerick Aubameyang   | Arsenal                     | Moussa Djenepo           | Southampton              | [ 123 ] [ 124 ] [ 125 ] |
| Tháng 10 | Frank Lampard           | Chelsea                 | Jamie Vardy                 | Leicester City              | Matty Longstaff          | Newcastle United         | [ 126 ] [ 127 ] [ 128 ] |
| Tháng 11 | Jürgen Klopp            | Liverpool               | Sadio Mané                  | Liverpool                   | Kevin De Bruyne          | Manchester City          | [ 129 ] [ 130 ] [ 131 ] |
| Tháng 12 | Jürgen Klopp            | Liverpool               | Trent Alexander-Arnold      | Liverpool                   | Son Heung-min            | Tottenham Hotspur        | [ 132 ] [ 133 ] [ 134 ] |
| Tháng 1  | Jürgen Klopp            | Liverpool               | Sergio Agüero               | Manchester City             | Alireza Jahanbakhsh      | Brighton & Hove Albion   | [ 135 ] [ 136 ] [ 137 ] |
| Tháng 2  | Sean Dyche              | Burnley                 | Bruno Fernandes             | Manchester United           | Matěj Vydra              | Burnley                  | [ 138 ] [ 139 ] [ 140 ] |
| Tháng 6  | Nuno Espírito Santo     | Wolverhampton Wanderers | Bruno Fernandes             | Manchester United           | Bruno Fernandes          | Manchester United        | [ 141 ] [ 142 ] [ 143 ] |